# Kościół Matki Bożej Częstochowskiej w Przydrożu Wielkim

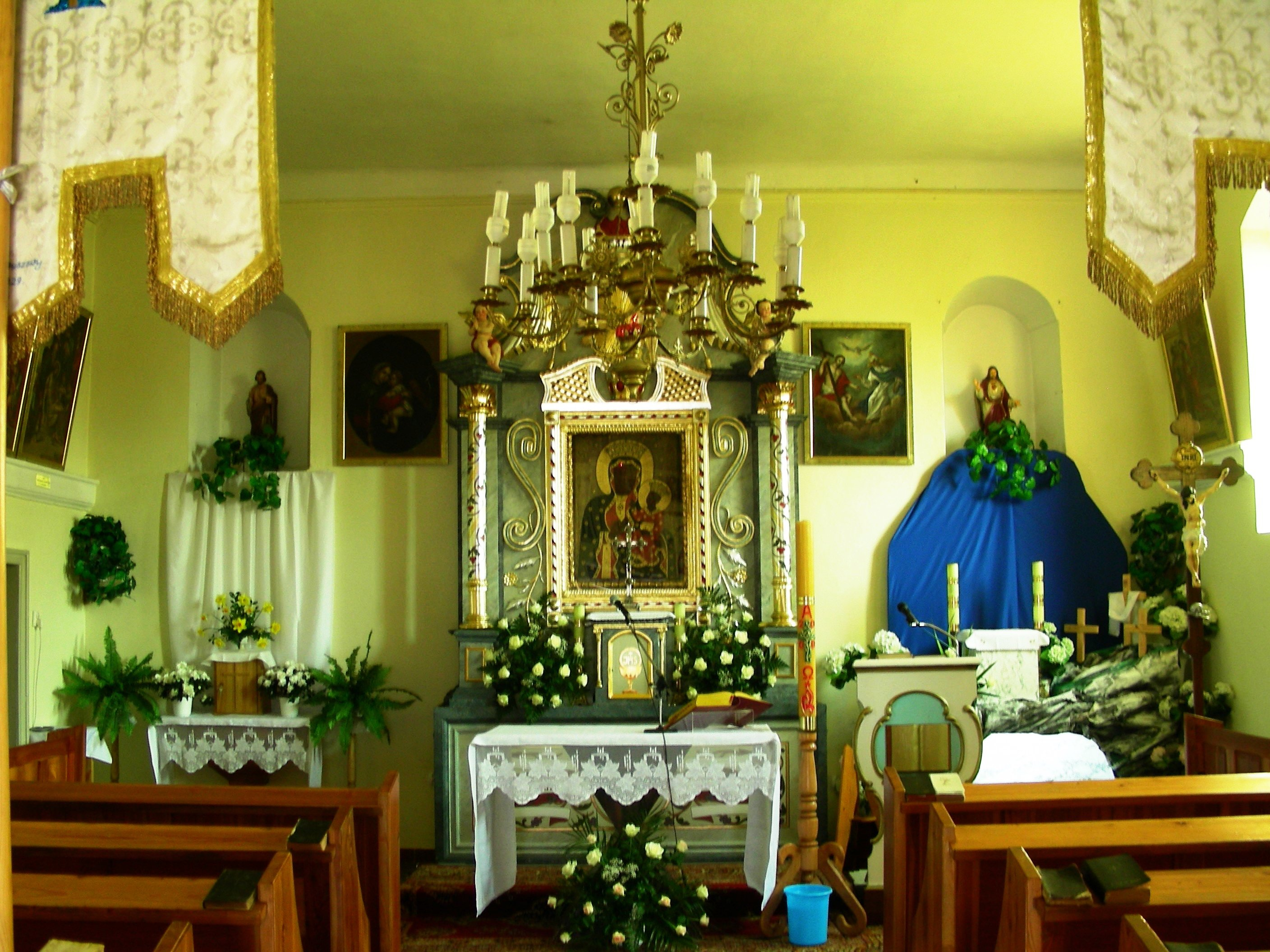
Wnętrze

Kościół pod wezwaniem Matki Bożej Częstochowskiej w Przydrożu Wielkim – kościół filialny w Przydrożu Wielkim, należący do utworzonej w 1989 roku, parafii pod wezwaniem św. Floriana w Przydrożu Małym, w Dekanacie Biała, w Diecezji opolskiej.